# 스톡포트 카운티 FC
스톡포트 카운티 FC(Stockport County F.C.)는 잉글랜드 그레이터맨체스터주 스톡포트를 연거지로 하는 축구단으로, 현재 EFL 리그 원에 속해 있다.

## 선수 명단

### 현역
참고: FIFA 자격 규정에 따라 소속된 국가대표팀 국기를 표시합니다. 선수는 복수의 FIFA 비회원국 국적을 가지고 있을 수 있습니다.
| 번호 | 포지션 | 국적     | 이름            |
| ---- | ------ | -------- | --------------- |
| 2    | DF     | 잉글랜드 | 카일 노일       |
| 9    | FW     | 잉글랜드 | 아이작 올라오프 |
| 11   | MF     | 잉글랜드 | 닉 파월         |
| 20   | FW     | 잉글랜드 | 루이 배리       |

| 번호 | 포지션 | 국적 | 이름 |
| ---- | ------ | ---- | ---- |

## 역대 감독
| 감독          | 임기 |
| ------------- | ---- |
| 디트마어 하만 | 2011 |